# Faridnagar
Faridnagar è una suddivisione dell'India, classificata come nagar panchayat, di 11.271 abitanti, situata nel distretto di Ghaziabad, nello stato federato dell'Uttar Pradesh. In base al numero di abitanti la città rientra nella classe IV (da 10.000 a 19.999 persone).

## Geografia fisica
La città è situata a 28° 46' 0 N e 77° 37' 0 E e ha un'altitudine di 211 m s.l.m..

## Società

### Evoluzione demografica
Al censimento del 2001 la popolazione di Faridnagar assommava a 11.271 persone, delle quali 5.984 maschi e 5.287 femmine. I bambini di età inferiore o uguale ai sei anni assommavano a 2.157, dei quali 1.145 maschi e 1.012 femmine. Infine, coloro che erano in grado di saper almeno leggere e scrivere erano 4.871, dei quali 3.167 maschi e 1.704 femmine.